# 寒冷高気圧
寒冷高気圧（かんれいこうきあつ）とは、地上付近において、周囲よりも相対的に寒冷な空気で構成される高気圧のこと。
対流圏の下層において、周囲よりも寒冷なため空気が下降して溜まり、圧縮されて形成される。ふつう、対流圏の中層や上層は高圧ではないが、温暖高気圧と同じように高圧になる場合もある。
主に下層のみが高圧であり、地上に近いほど周囲との気圧差が大きいことから、背の低い高気圧とも形容される。
冬季に大陸の中央部に形成されるものが多い。シベリア高気圧、北アメリカ高気圧などがある。また、冬や春の海氷や冷たい海水の冷却効果によって発生するオホーツク海高気圧（温暖高気圧の性質も持つ）などもある。
寒冷高気圧のうち、極循環によって南極や北極に発生するものを極高気圧、積乱雲の活動に伴って発生するものを雷雨性高気圧という。
これに対し、地上付近において温暖な高気圧を温暖高気圧という。